# Carl Reiner
Carl Reiner (Bronx, 20 de março de 1922 - Beverly Hills, 29 de junho de 2020) foi um ator, cineasta, produtor, escritor, e comediante estadunidense, ganhador de dez prêmios Emmy e um Grammy.
Reiner foi o principal responsável pelo êxito inicial da carreira cinematográfica do ator Steve Martin, dirigindo e co-roteirizando várias das comédias dele: The Jerk (1979), Dead Men Don't Wear Plaid (1982), The Man with Two Brains (1983) e All of Me (1984).
Possui uma estrela na Calçada da Fama localizada em 6421 Hollywood Boulevard.

## Biografia
Reiner nasceu no Bronx, Nova Iorque, filho de Bessie Reiner e Irving Reiner, que era um relojoeiro.
Seus pais eram imigrantes judeus da Romênia e Hungria. Reiner estudou na School of Foreign Service na Universidade de Georgetown e serviu no Exército dos Estados Unidos durante a Segunda Guerra Mundial.          
Foi casado com a atriz Estelle Reiner de 1943 a 2008, até a morte dela, e teve três filhos, dentre eles o também diretor Rob Reiner.

## Morte
Reiner morreu no dia 29 de junho de 2020 em Beverly Hills, aos 98 anos.

## Filmografia

### Como diretor
- 1967 - Enter Laughing
- 1969 - The Comic
- 1970 - Where's Poppa?
- 1977 - Oh, God!
- 1978 - The One and Only
- 1979 - The Jerk
- 1982 - Dead Men Don't Wear Plaid
- 1983 - The Man with Two Brains
- 1984 - All of Me
- 1985 - Summer Rental
- 1987 - Summer School
- 1989 - Bert Rigby, You're a Fool
- 1990 - Sibling Rivalry
- 1993 - Fatal Instinct
- 1997 - That Old Feeling

### Como roteirista
- The Thrill of It All (1963)
- The Art of Love (1965)
- Enter Laughing (com Joseph Stein) (1967)
- The Comic (com Aaron Ruben) (1968)
- Dead Men Don't Wear Plaid (com Steve Martin e George Gipe) (1982)
- The Man with Two Brains (com Steve Martin e George Gipe) (1983)
- Bert Rigby, You're a Fool (1989)

### Como ator
- Your Show of Shows (1950-1954) (TV)
- Caesar's Hour (1954-1957) (TV)
- The Sid Caesar Show (1958) (TV)
- The Gazebo (1959)
- It's a Mad, Mad, Mad, Mad World (1963)
- The Russians Are Coming, the Russians Are Coming (1966)
- The Dick Van Dyke Show (1961-1966) (TV)
- The 2000 Year Old Man (1975)
- Good Heavens (1976) (TV)
- The End (1978)
- The Jerk (1979)
- Dead Men Don't Wear Plaid (1982)
- The Spirit of '76 (1990)
- Mad About You (1995) (TV)
- King of the Hill (1997-2000) (TV)
- Ocean's Eleven (2001)
- Slums of Beverly Hills (1998)
- The Bernie Mac Show (2002) (TV)
- Ally McBeal (2002) (TV)
- Crossing Jordan (2002) (TV) - Episódio 1x19 - Harry Macy
- Ocean's Twelve (2004)
- Father of the Pride (2004) (TV)
- Boston Legal (2005) (TV)
- Ocean's Thirteen (2007)
- House M.D. (2008) (TV)
- Two and a Half Men (2009 - 2014) (TV)
- Merry Madagascar (2009) (TV)
- The Penguins of Madagascar (2010) (TV)
- Hot in Cleveland (2010) (TV)

## Televisão
- Your Show of Shows (1950-54)
- Caesar's Hour (1954-1957)
- Sid Caesar Invites You (1958)
- The Dinah Shore Chevy Show (1959-1960)
- The Comedy Spot (1960)
- The Dick Van Dyke Show (1961-66)
- The Judy Garland Show (1963)
- The Sid Caesar, Imogene Coca, Carl Reiner, Howard Morris Special (1967)
- The New Dick Van Dyke Show (1971-1974)
- Lotsa Luck (1973)
- The Alan Brady Show (2003)
- The Dick Van Dyke Show Revisited (2004)
- The Bernie Mac Show (2001-2006)
- Hot in Cleveland (2010-2011)

### Peças de teatro
- Something Different (1967)